# Pancerz improwizowany pojazdu

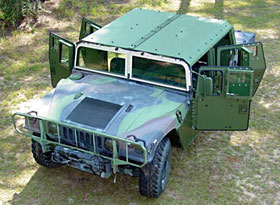
Pancerz improwizowany na pojeździe typu Humvee.

Pancerz improwizowany pojazdu – rodzaj opancerzenia pojazdu, niebędący pierwotnie częścią konstrukcji danego pojazdu.
Podczas II wojny światowej, żołnierze amerykańscy wzmacniali dodatkowo pancerzem improwizowanym czołgi Sherman, Lee i Stuart. W czasie wojny w Wietnamie armia Stanów Zjednoczonych wzmacniała ciężarówki „gun truck” workami z piaskiem i stalowymi płytami, co częściowo zabezpieczało ładowniczych na ciężarówce. Z kolei podczas wojny w Iraku, Amerykanie stosowali improwizowany pancerz na pojazdach typu Humvee zwany również jako „hillbilly armor”. Lekkie opancerzenie improwizowane używane jest również w pojazdach typu Technical oraz w tzw. TIV-ach.

## Galeria

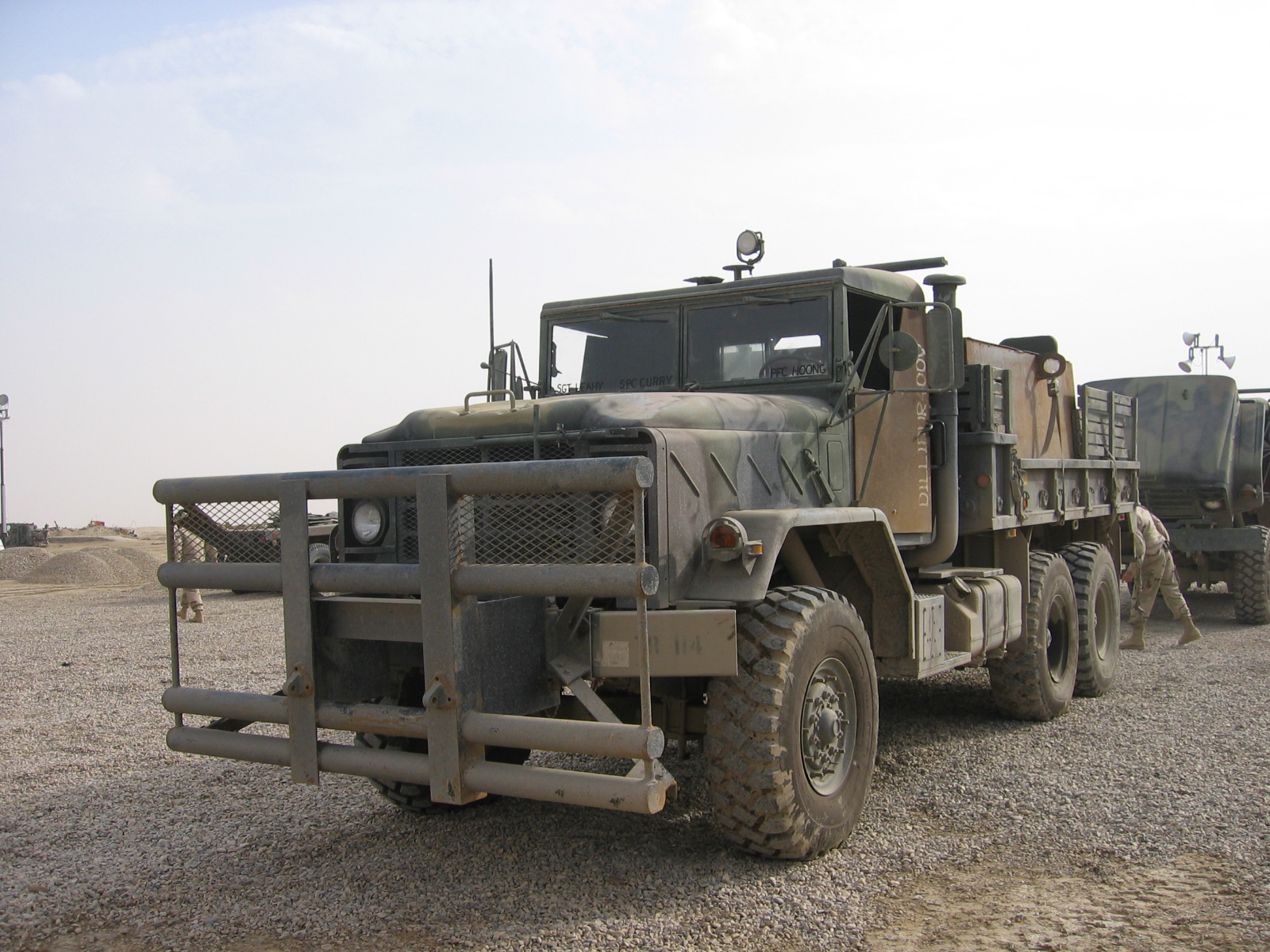
5-tonowa ciężarówka towarowa US Army. Widoczny pancerz improwizowany na drzwiach pojazdu.
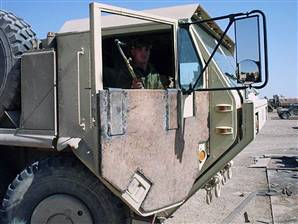
„Hillbilly armor” na drzwiach ciężarówki.
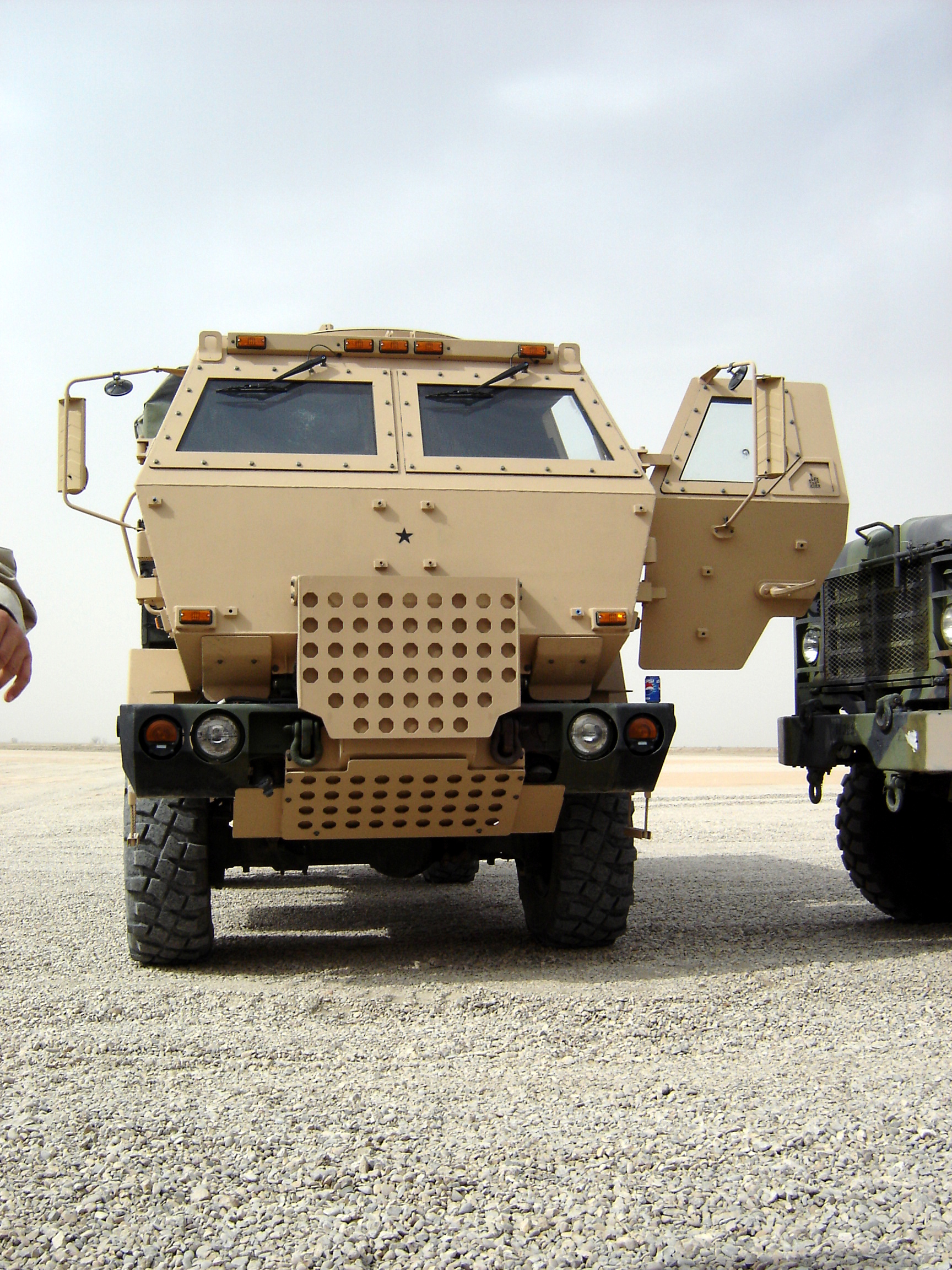
LMTV Amerykańskich Sił Zbrojnych.
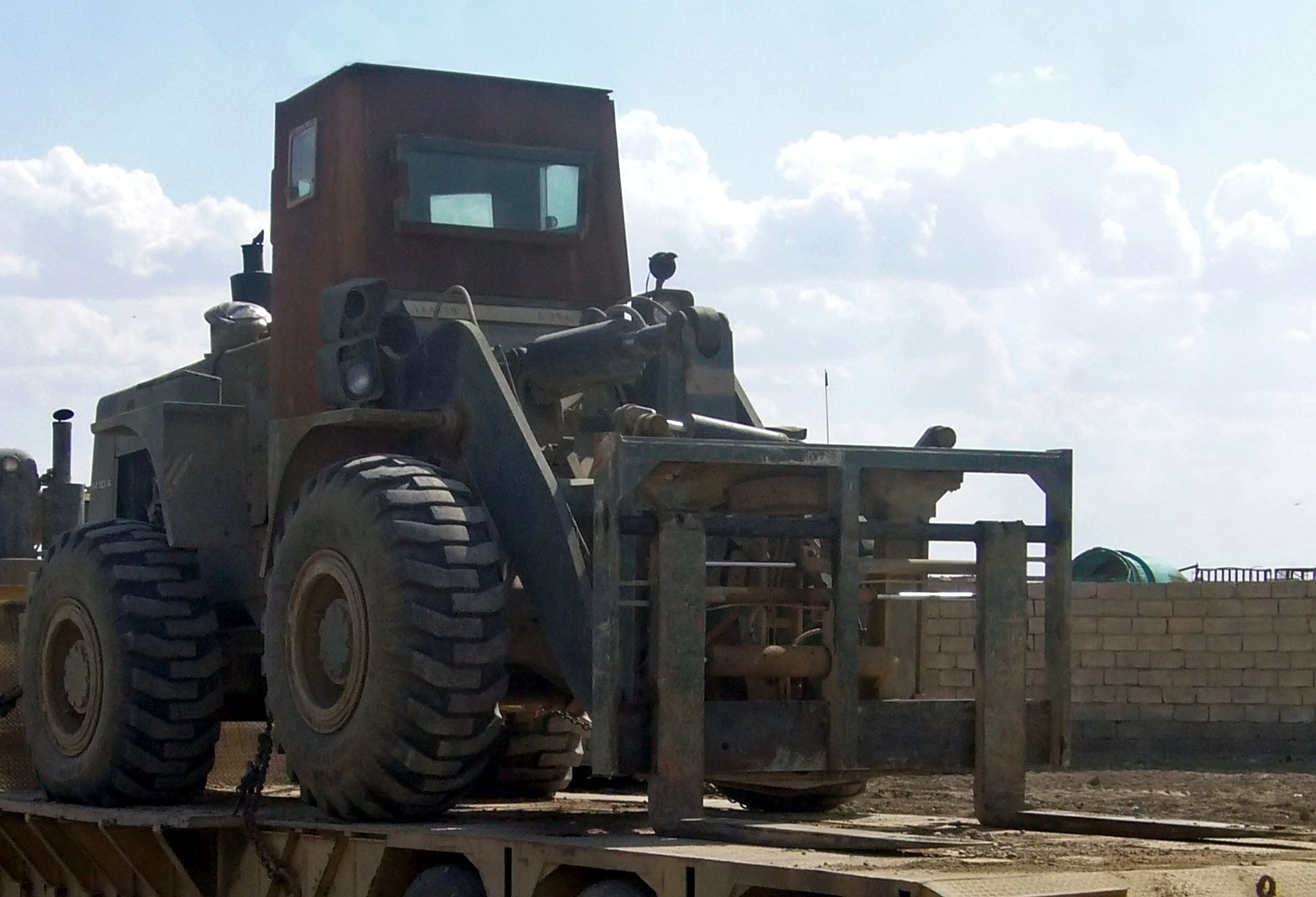
Lekko opancerzony wózek jezdniowy.
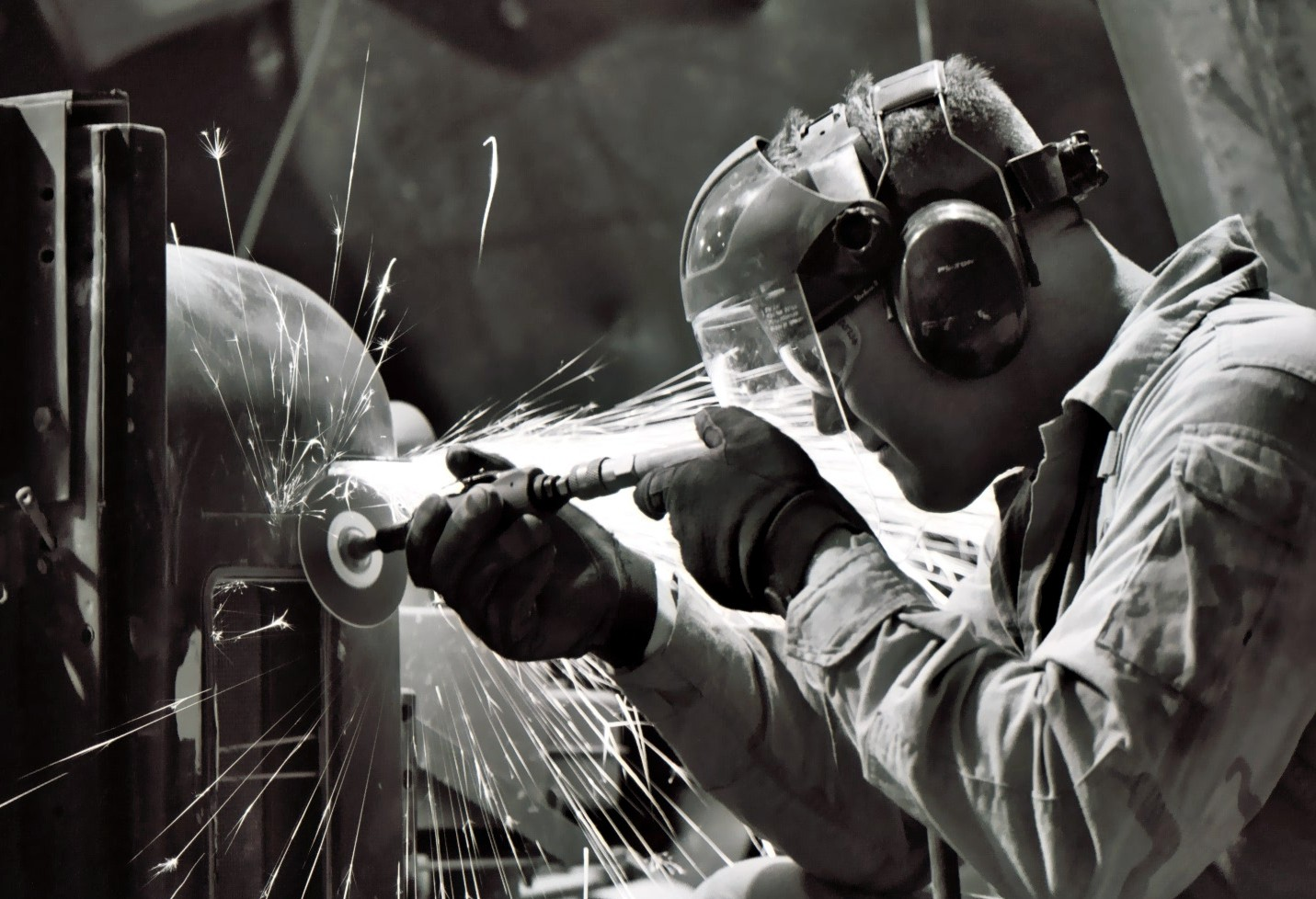
Praca przy zakładaniu pancerza improwizowanego. Joint Base Balad.